# Geoffrey Mutai
Geoffrey Kiprono Mutai (Mumberes, 7 ottobre 1981) è un maratoneta e mezzofondista keniota.

## Biografia
Il 18 aprile 2011, alla Maratona di Boston, Geoffrey Mutai stabilisce il miglior tempo di sempre sulla distanza di 42 chilometri e 195 metri, correndo la distanza in 2h03'02". Tale tempo non viene però ratificato come record mondiale, in quanto la maratona di Boston non rispetta i requisiti imposti dalla IAAF per l'omologazione del record, che prevede un dislivello massimo tra il punto di partenza e quello di arrivo di 1 metro per km, dunque il limite imposto è di 42 metri, mentre il percorso ne ha 136. Inoltre il giorno della gara un vento forte spirava continuamente alle spalle degli atleti, aggiungendo un altro elemento che inficia il record, poiché nel caso una maratona si svolga su un percorso che preveda un traguardo differente dal punto di partenza, bisogna anche calcolare l'apporto del vento come accade per le gare di velocità.
Il 6 novembre dello stesso anno vince poi la Maratona di New York in 2h05'05" battendo il record della corsa. Dietro di lui si classificano il suo connazionale Emmanuel Mutai (2h06'28") e l'etiope Tsegay Kebede (2h07'13").
Nel 2011 ha vinto il Giro podistico internazionale di Castelbuono con il tempo di 29'05".

## Palmarès
| Anno | Manifestazione      | Sede         | Evento         | Risultato | Prestazione | Note |
| ---- | ------------------- | ------------ | -------------- | --------- | ----------- | ---- |
| 2010 | Campionati africani | Nairobi      | 10000 m piani  | Argento   | 27'33"37    |      |
| 2011 | Mondiali di cross   | Punta Umbría | Corsa seniores | 5º        | 34'03       |      |
| 2011 | Mondiali di cross   | Punta Umbría | A squadre      | Oro       | 14 p.       |      |

## Campionati nazionali
2011
- Oro ai campionati kenioti di corsa campestre - 34'35"

## Altre competizioni internazionali
2006
- 83º alla Nairobi Standard Chartered Half Marathon ( Nairobi) - 1h05'41"

2007
- Argento alla Maratona di Eldoret ( Eldoret) - 2h12'22"
- 11º alla Kilimanjaro Half Marathon ( Kilimangiaro) - 1h07'39"

2008
- Oro alla Maratona di Eindhoven ( Eindhoven) - 2h07'50"
- Oro alla Monte Carlo Marathon ( Monaco) - 2h12'40"
- Bronzo alla Jackson Mississippi Blues Marathon ( Jackson) - 2h26'19"
- Oro alla Voorthuizen Loopfestijn ( Voorthuizen) - 28'05"

2009
- Oro alla Maratona di Eindhoven ( Eindhoven) - 2h07'01"
- 8º alla Daegu International Marathon ( Taegu) - 2h10'45"
- Oro alla Mezza maratona di Valencia ( Valencia) - 59'30"
- Oro alla Voorthuizen Loopfestijn ( Voorthuizen) - 27'39"

2010
- Argento alla Maratona di Berlino ( Berlino) - 2h05'10"
- Argento alla Maratona di Rotterdam ( Rotterdam) - 2h04'55"
- Oro alla New Delhi Half Marathon ( Nuova Delhi) - 59'38"
- Oro alla Ras Al Khaimah International Half Marathon ( Ras al-Khaima) - 59'43"
- Oro alla Nairobi Sotokoto Safari Half Marathon ( Nairobi) - 1h07'55"
- Oro alla Voorthuizen Loopfestijn ( Voorthuizen) - 27'39"
- Bronzo alla San Juan World's Best 10K ( San Juan) - 27'44"

2011
- Oro alla Maratona di Boston ( Boston) - 2h03'02"
- Oro alla Maratona di New York ( New York) - 2h05'05"
- Oro alla Bogotá Half Marathon ( Bogotà) - 1h02'20"
- Oro al Giro podistico internazionale di Castelbuono ( Castelbuono) - 29'05"
- Oro alla Boston B.A.A 10-K ( Boston) - 27'19"
- Oro al Nairobi International Crosscountry ( Nairobi) - 34'35"
- Oro ai Kenya Commercial Bank Cross Series ( Iten) - 37'05"

2012
- Oro alla Maratona di Berlino) ( Berlino) - 2h04'15"
- Bronzo alla Sotokoto Safari Half Marathon ( Nairobi) - 1h02'13"
- Oro alla Coamo San Blas Half Marathon ( Coamo) - 1h03'53"
- Oro alla Montferland Run ( 's-Heerenberg), 15 km - 42'25"
- Oro alla Boston B.A.A 10-K ( Boston) - 27'29"
- Oro alla Ottawa 10K ( Ottawa) - 27'42"
- Argento al Discovery Kenya Crosscountry ( Eldoret) - 34'53"

2013
- Oro alla Maratona di New York ( New York) - 2h08'24"
- Bronzo alla Ras Al Khaimah International Half Marathon ( Ras al-Khaima) - 58'58"
- Oro alla Mezza maratona di Udine ( Udine) - 59'06"
- Oro alla Rio de Janeiro Half Marathon ( Rio de Janeiro) - 59'57"
- Oro alla Appingedam Stadsloop ( Appingedam) - 27'37"
- Bronzo alla Ottawa 10K ( Ottawa) - 27'39"
- Bronzo al Athletics Kenya Crosscountry Meeting ( Kericho) - 36'58"

2014
- 6º alla Maratona di Londra ( Londra) - 2h08'18"
- 6º alla Maratona di New York ( New York) - 2h13'44"
- Oro alla New York Half Marathon ( New York) - 1h00'50"
- Argento alla Boston B.A.A 10-K ( Boston) - 27'35"
- Argento al Birell Grand Prix ( Praga) - 27'32"
- Bronzo alla Ottawa 10K ( Ottawa) - 28'09"

2015
- 5º alla Maratona di Berlino ( Berlino) - 2h09'29"
- Bronzo alla Zwolle Half Marathon ( Zwolle) - 1h01'59"
- 7º alla Boston B.A.A 10-K ( Boston) - 28'53"
- Bronzo alla New York Healthy Kidney 10K ( New York) - 28'20"

2016
- 6º alla České Budějovice Half Marathon ( České Budějovice) - 1h04'28"
- 7º al Giro al Sas ( Trento) - 29'44"